# 牛丼太郎
牛丼太郎（ぎゅうどんたろう）は、日本にかつて存在した、牛丼をメイン商品とするファーストフード店である。埼玉県和光市白子に本社を置く株式会社深澤が経営し、2012年まで東京23区内で展開していた。本稿では牛丼太郎茗荷谷店を引き継ぎ営業している丼太郎についても記述する。

## 概要
2012年8月11日、東京23区内に残存していた全ての店舗が牛丼太郎としての営業を終了。そのうち2店舗は翌8月12日以降、外看板の「牛」の文字を隠し、株式会社丸光が経営する「丼太郎」（どんぶりたろう）に変更して営業を続行。そのうち1店舗は2015年3月31日に閉店し、2015年現在営業しているのは1店舗（茗荷谷店・北緯35度43分0.6秒 東経139度44分16.4秒）のみとなっている。
牛丼太郎を経営していた深澤は、2013年9月6日にさいたま地方裁判所より破産開始の決定を受けた。

## 沿革

### 設立
1970年から1980年に吉野家で副社長を務め（1980年7月の吉野家の会社更生法適用申請に伴い吉野家副社長を退任）、後に松屋で顧問を務めた深澤五郎が1983年7月に東京都中野区で設立。1997年当時は本社を練馬区に置いていた。元々低価格路線を採り、小規模チェーンながら安価妥当な食品・サービスを提供しており、1999年12月期には売上高5億6000万円を計上していた。当初は牛丼とそれに関連する定食、および当時は朝時間帯のみ納豆丼を扱っていたが、BSE問題の時期からカレーライスをはじめとしてメニューが増えた。1997年当時の日本食糧新聞社の記事によれば、「10数年前から多店舗化を推進しているが、西武新宿線やJR中央線沿線に8店舗の出店で留まっている」「店舗あたりの月商は推計200万円」と報じられていた。

### 営業終了・破産
しかし、すき家・吉野家・松屋等の大手チェーン店との競争激化に伴って販売の伸び悩みが続いた上、価格の切り下げを余儀なくされるなど苦戦を強いられており、BSE問題の影響もあって2008年12月期には売上高1億6500万円、2011年12月期には1億5000万円まで下落。業績回復の目処が立たないことから2012年8月には店舗の営業を停止し、債務整理に着手していた。2013年9月6日にはさいたま地方裁判所より破産手続き開始の決定を受けた。深澤五郎自身も、1980年7月の吉野家の会社更生法適用申請に伴う吉野家副社長退任に次いで（吉野家はセゾングループ傘下の下で再建を進め、1987年に会社更生計画終結）、2度目の牛丼チェーン運営企業の経営破綻を味わうことになった。
かつて公式サイトが存在せず、一部を除き各店舗の電話番号がタウンページに掲載されていないなど公式な情報宣伝をしない営業姿勢だった。これは当時の社長がインターネット等のツールに興味が無く、「そういった所にお金をかけるのであれば少しでも安く牛丼を提供したい」という意向があった為だとされる。その後2010年6月11日より公式ウェブサイト・公式モバイルサイトを開設し、ウェブによる広報・求人活動を開始したが、2012年4月1日以降、公式ウェブサイトがアクセス不可となり、さらに同年7月以降複数の店舗が閉店。同年8月11日、東京23区内に残存していた全ての店舗が牛丼太郎としての営業を終了した。

### 低価格路線のパイオニア
かつてはどの東京23区内の大手牛丼チェーンよりも低価格で牛丼を提供していた。1990年に吉野家が並1杯350円から400円に値上げを発表し、他のチェーン店もそれに追随する中、牛丼太郎は350円を維持していた。その後も松屋フーズに対抗して300円、神戸らんぷ亭に対抗して250円と大手チェーン店が価格を下げる度に牛丼太郎も値下げを断行し、2001年には並1杯200円にまで下落した。
しかし、低価格化に伴い、夏でも冷房を入れない店舗があるなどサービスは低下。人件費も過剰な削減によってまともなオペレーションができなくなっていた。傘下店舗の離反も相次ぎ、集客力が低下し、この期間に多くの店舗が閉店した。
深澤五郎がここまでの低価格路線を敷いたことについては「吉野家で副社長まで務めた経験がありながら、なぜこのような無謀なことを?」という声も多く聞かれた。また深澤が牛丼太郎の経営に失敗したことから、吉野家の1980年の倒産はオイルショックだけではなく当時副社長を務めていた深澤の経営手腕も原因となったのではないかと、後に疑念を抱かれることとなった。

### BSE問題の影響
さらに2003年末からのBSE問題により米国産牛肉が輸入できない事態となり、それを使用していた牛丼太郎も影響を受けることとなる。米国産牛肉の在庫が尽きて大手牛丼チェーンが牛丼を販売中止し豚丼などの代替メニューに切り替える中、牛丼太郎は引き続き牛丼の販売を続ける方針を示し、米国産牛肉の在庫が無くなる2004年2月中旬ごろから3月中旬ころまでは牛丼への一時的豚肉混合や豪州産牛肉への切り替えなどの対応を行い、2004年11月まで並1杯250円で提供していた。
しかし、豪州産牛肉の価格高騰の余波や、原材料の見直し（日本産牛肉も一部使用）などの影響も受け、順次価格改定が行われた。2010年6月時点では並1杯290円であり、他牛丼チェーンと同程度の価格となった。2012年2月時点では並1杯250円となっていた。

## 閉店時の主なメニュー
- 牛丼
- 牛皿定食
- カレーライス
- 納豆丼
- キムチ納豆丼
- やっこ定食
- 玉子かけごはん定食

一部のメニューは店舗によって販売していないケースや、同じメニューでも店舗によって添付品や内容がことなる場合もあった。また、野菜サラダ・味噌汁などとのセットメニューもあり、量や安さを求める客層にも対応していた。

## 過去に存在した店舗

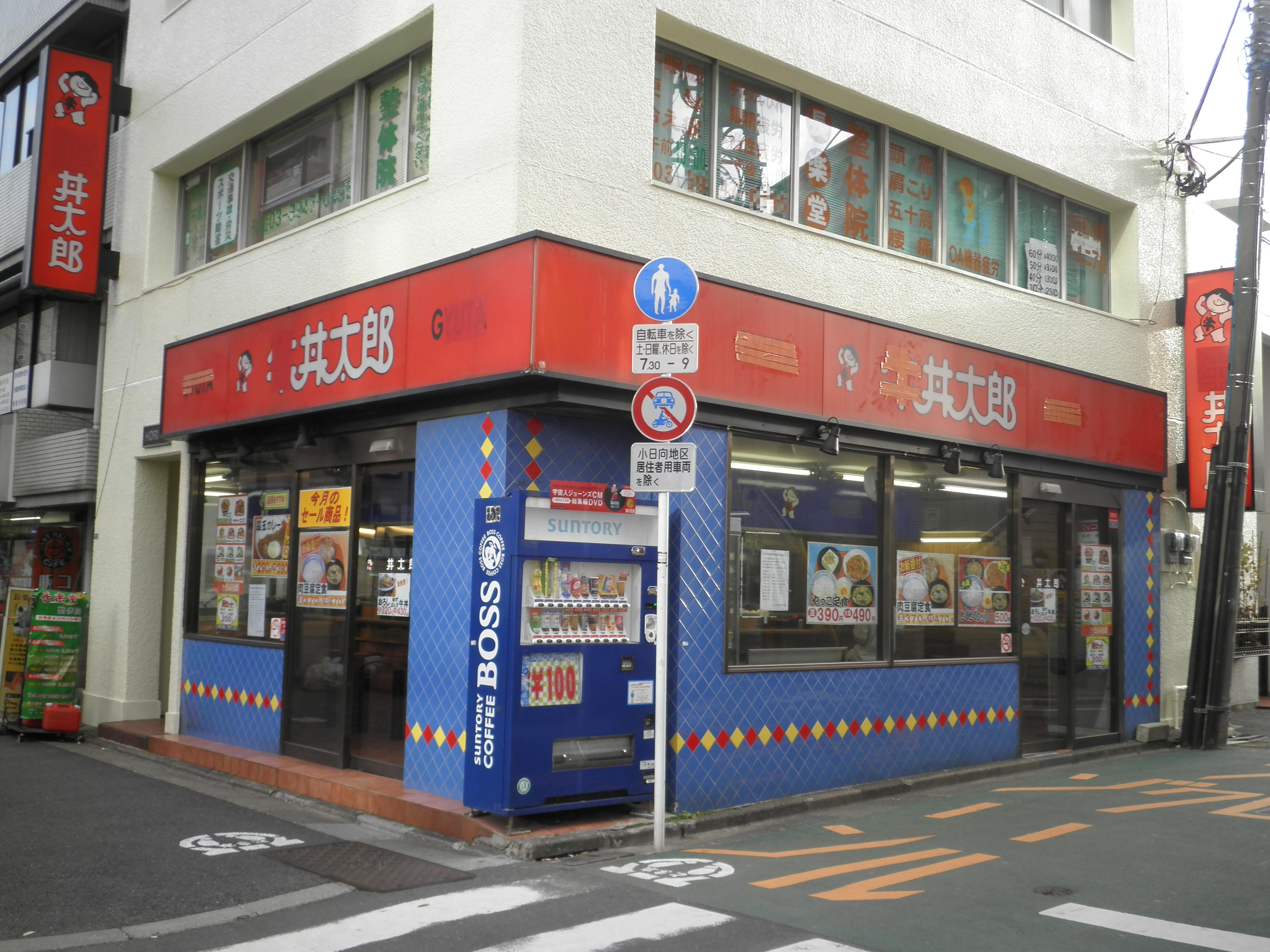
丼太郎茗荷谷店

茗荷谷店は2012年8月12日以降、「丼太郎」と店名を変更して営業。
- 中村橋店 - 閉店日は不明。営業時の所在地は、西武池袋線中村橋駅北口付近。商店街の中で営業していた。
- 高田馬場店 - 閉店日は不明。営業時の所在地は、JR山手線・西武新宿線・東京メトロ東西線高田馬場駅北側のさかえ通り沿い。カウンター店舗で営業していた。
- 新宿店 - 閉店日は不明。営業時の所在地は、東京都新宿区西新宿1-2-1。JR新宿駅北側の新宿思い出横丁内。「牛若家」になった後、火災で焼失。
- 高円寺店 - 閉店日は2006年10月15日。営業時の所在地は、東京都杉並区高円寺北3-22-18。JR中央線高円寺駅北口駅前ロータリーに存在した。
- 中延店 - 閉店日は2006年10月15日。営業時の所在地は、東京都品川区中延4-21-7。最寄り駅は東急大井町線・都営浅草線中延駅。
- 神保町店 - 閉店日は2006年11月30日。営業時の所在地は、東京都千代田区神田神保町1-52-16。最寄り駅は都営新宿線・三田線・東京メトロ半蔵門線神保町駅。
- 大久保店 - 閉店日は2007年8月3日。営業時の所在地は、東京都新宿区百人町1-17-3。JR中央線大久保駅北口駅前。
- 中野店 - 閉店日は2011年12月25日。営業時の所在地は、東京都中野区中野5-65-6。JR・東京地下鉄中野駅北口付近（中野通り沿線、駅から北方向へ約80メートル）。椅子あり。
- 蓮沼店 - 閉店日は2012年7月1日。営業時の所在地は、東京都板橋区蓮沼町4-4。都営三田線本蓮沼駅の南、中山道沿いに存在した。
- 野方店 - 閉店日は2012年8月11日。営業時の所在地は、東京都中野区野方5-30−19。最寄り駅は西武新宿線野方駅。椅子が少なく、時に立ち食いになった。
- 西新宿店 - 閉店日は2012年8月11日。営業時の所在地は、東京都新宿区西新宿5-10-14。最寄り駅は都営大江戸線西新宿五丁目駅で、十二社の熊野神社と山手通りとの間、方南通り沿いに所在していた。現在はサンクス西新宿5丁目店を経てファミリーマート西新宿5丁目店。
- 代々木店 - 牛丼太郎としての最終営業日は2012年8月11日。東京都渋谷区千駄ヶ谷5-20-16。JR代々木駅東口前に所在していた。椅子は設置されていなかった。丼太郎になった後である2015年3月31日17時を以て閉店した[4]。
- 茗荷谷店 - 牛丼太郎としての最終営業日は2012年8月11日。東京都文京区小日向4-5-9。地下鉄丸ノ内線茗荷谷駅付近、改札より春日通りを都心方向約80メートルの位置に所在。椅子が設置されていた。

## 丼太郎
丼太郎は牛丼太郎茗荷谷店を引き継ぎ営業している店舗。
牛丼太郎破産開始後に破産管財人に取材した東京スポーツの記事によれば、2012年8月に牛丼太郎としての営業を停止する前に、当時残存していた5店舗のうち代々木店と茗荷谷店の2店舗を従業員が設立した別会社に譲渡したとしている。しかし、事業の譲渡が行われた経緯を示す書類が残っておらず、丼太郎として現存する2店舗が現在も深澤の財産であるのか正式に譲渡されたのかもはっきりしていないと報じていた。
茗荷谷店従業員に取材したハーバービジネスオンライン（扶桑社）、およびwithnews（朝日新聞社）の記事によれば、運営会社の倒産と同時に有志3名と株式会社丸光を設立、当初は茗荷谷店のみ運営を引き継ぐ予定であったが、思いのほか牛丼太郎で働きたい者が多かったことから、賃貸契約が切れるまで代々木店も運営を続けることになったという。「丼太郎」という店名については、なるべく予算をかけずに看板を変えようとした結果であるほか、牛丼太郎の面影を残すことにより懐かしく思って足を運んでくれる客への期待、および以前とは別会社であることをアピールするための苦肉の策などの理由があるとしている。開業にあたっては食材の仕入先から取引を断られたり、「運営会社が変わった」という理由で賃貸契約の結び直しや高額な敷金・家賃を求められるなど苦難があったとしているが、牛肉の取引業者やビルオーナーの協力により茗荷谷店の運営に成功していると報じられている。

## 関係する有名人
- 大澄賢也 - ダンサー・タレント。高田馬場店に勤務していた経験がある。
- ゾマホン・ルフィン - 駐日ベナン国大使（2012年 - 2016年）・タレント。来日時に中野に居住しており、安価な食事として高円寺店を利用していた[7]。
- タイムマシーン3号 - お笑いタレント。東京アナウンス学院生時代に、西新宿店を利用していた。
- 増田俊樹 - 声優・俳優。東京アナウンス学院生時代に、西新宿店を利用していた。

## その他
- 2017年1月、東京都中央区銀座5丁目に牛丼店「牛丼太郎」が開店していたが（後に閉店）、ロケットニュース24の取材によれば深澤および丸光の店舗とは無関係とされる[10]。
- 2017年4月、タイトーのスマートフォン向けカードゲーム『ピリオドゼロ』において、丼太郎とのコラボイベントが開催された[11]。